# Atlas Van Stolk

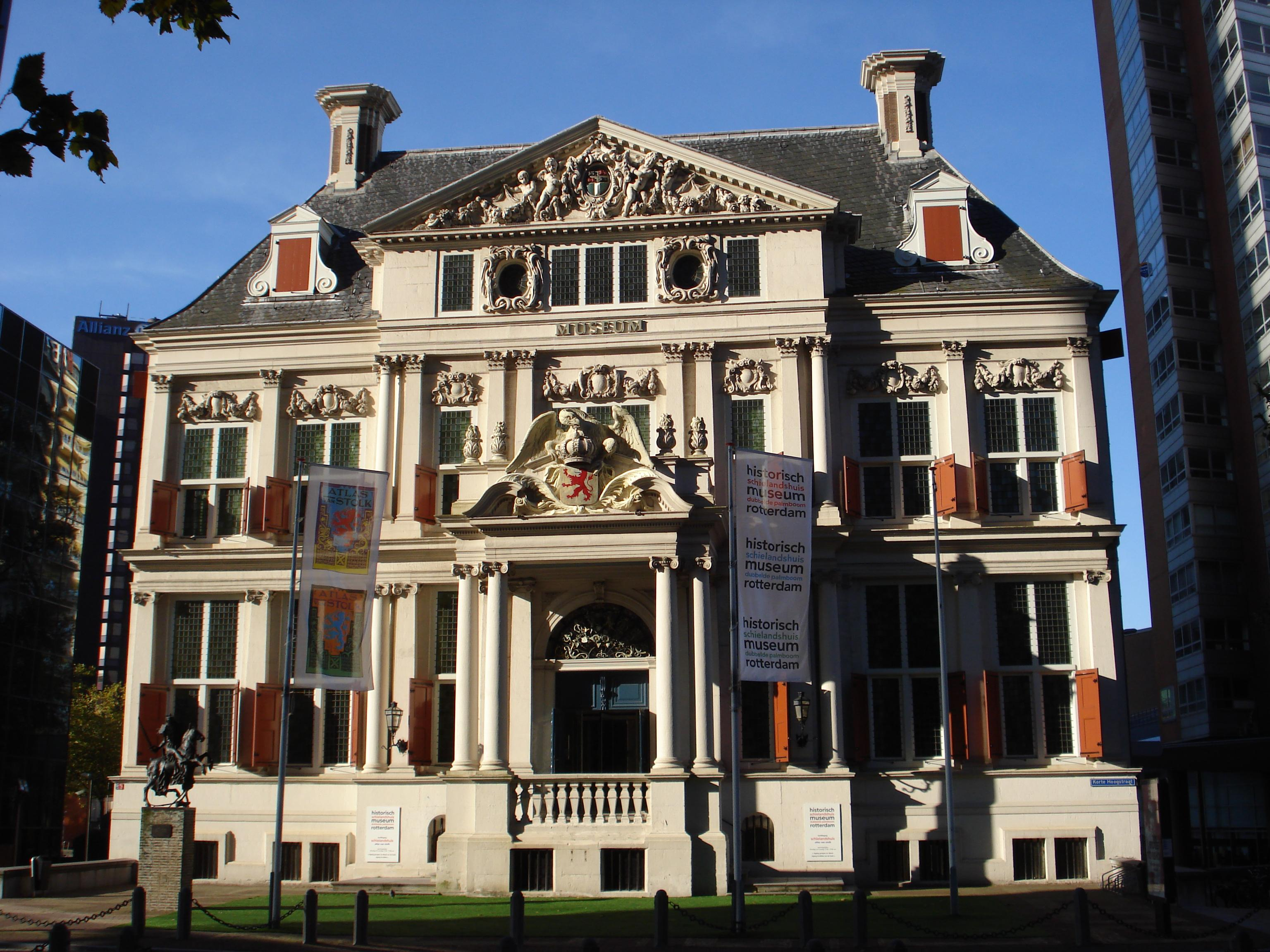
Das Schielandhuis

Der Atlas Van Stolk ist eine Sammlung von Druckgrafiken, Landkarten, Fotografien und Zeichnungen zur Geschichte der Niederlande. Sie ist benannt nach dem Rotterdamer Bürger Abraham van Stolk (1814–1896). Die Sammlung befindet sich im Schielandshuis in Rotterdam. Der Atlas ist eine der umfangreichsten Sammlungen zur niederländischen Geschichte überhaupt und umfasst ca. 250.000 Objekte. Neben der politischen Geschichte berücksichtigt der Atlas auch die Kulturgeschichte und Alltagskultur. Ein großer Teil des Bestands ist digitalisiert und im Internet zugänglich.